# کاترین پلامر
کاترین رز پلامر (زاده ۱۶ اکتبر ۱۹۹۸) یک بازیکن والیبال حرفه ای اهل ایالات متحده می باشد که تحت عنوان یک مهاجم خارجی برای تیم ملی والیبال زنان آمریکا و باشگاه ایتالیایی ایموکو والی بازی می کند.

## اوایل زندگی
پلامر از پدری به نام کوین و از مادری به نام میشل پلامر متولد شد و در آلیسو ویجو ، کالیفرنیا رشد پیدا کرد.  بعدها به دبیرستان آلیسو نیگل رفت و در آن مکان به رشته والیبال را دنبال نمود و بعدها در آن مکان والیبال بازی کرد و در سال ۲۰۱۶ در همان دبیرستان فارغ التحصیل شد. 

### تیم ملی آمریکا
در ماه می ۲۰۲۱، پلامر در لیست ۱۸ بازیکن برای مسابقات لیگ ملت‌های والیبال  واقع شد.  که از تاریخ ۲۵ مه تا ۲۴ ژوئن در ریمینی، ایتالیا پخش گردید. او تیم را با ۱۴ کشتن و ۲ بلاک در نخستین بازی خود پیشوایی نمود، هنگامی که آنان تیم ملی والیبال زنان جمهوری دومینیکن را در بازی افتتاحیه تیم ایالات متحده مغلوب خود کردند. 
کاترین تحت عنوان جانشین المپیک برای بازی های المپیک تابستانی ۲۰۲۰ منتخب شد. 